# Marquesado de los Balbases
El marquesado de los Balbases es un título nobiliario español de carácter hereditario concedido el 17 de diciembre de 1621 con Grandeza de España por el rey Felipe IV de España a Ambrosio Spínola, II marqués y I duque de Sesto (en Nápoles), gobernador de Milán, caballero de la Orden de Santiago y del Toisón de Oro.
Su nombre hace referencia al municipio de Los Balbases, en la provincia de Burgos, y su actual propietario es Miguel Osorio y Nicolás-Correa.

## Historia de los marqueses de los Balbases
- Ambrosio Spínola (Génova, 1569-Castelnuovo Scrivia, 25 de septiembre de 1630), I marqués de los Balbases en 1621,[1] II marqués y I duque de Sesto,[2]  marqués de Bezerril y de Venafro, duque de San Severo y príncipe de Serravale, caballero de la Orden del Toisón de Oro, de la Orden de Santiago, maestre de campo, maestre de las tropas de Flandes, capitán general del ejército del Palatinado, consejero de Estado y Guerra, gobernador de Milán y grande de España.[3] Al servicio de la Corona de España, es conocido por la toma de la ciudad de Breda.[4] Era hijo de Felipe Spínola, I marqués de Sesto y de Polissena Grimaldi, hija del príncipe de Salerno y de Juana (Giovanetta) Bassadone y Doria.[2]

Se casó en primeras nupcias en 1592 con Giovanetta Bacciadone y en segundas en 1615 con María Lorena. Le sucedió su hijo del primer matrimonio:
- Felipe Spínola (Génova, 1594-Madrid, 8 de agosto de 1659), II marqués de los Balbases[5] y II duque de Sesto, caballero de la Orden del Toisón de Oro, general del Ejército español y presidente del Consejo de Flandes.[5][6]

Contrajo matrimonio con Gerónima Doria Spínola. Le sucedió su hijo:
- Pablo Spínola Doria , (Milán, c. 1628/1630-Madrid, 23 de diciembre de 1699), III marqués de los Balbases,[5] III duque de Sesto, ministro durante el reinado de Carlos II, consejero de Estado y Guerra, caballerizo y mayordomo mayor de la reina, gran protonotario del Consejo de Italia y embajador en Alemania.[5]

Se casó el 24 de febrero de 1653 con Ana María Brígida Colonna.
- Carlos Felipe Spínola (Milán, 11 de noviembre de 1665-30 de julio de 1721), IV marqués de los Balbases,[5] IV duque de Sesto,[7] general de caballería española, virrey de Sicilia entre 1707 y 1713 y consejero de estado.

Contrajo matrimonio el 20 de septiembre de 1682 con Isabel María de la Cerda y Aragón (Puerto de Santa María, 30 de octubre de 1667-1708), hija de Juan Francisco Tomás Lorenzo de la Cerda-Foix y Enríquez, VIII duque de Medinaceli, VII marqués de Cogolludo, VIII conde de El Puerto de Santa María, VI duque de Alcalá de los Gazules, IX marqués de Tarifa, IV marqués de Alcalá de la Alameda y IX conde de los Morales, y de Catalina Cardona Córdoba Aragón y Sandoval, IX duquesa de Cardona y VIII duquesa de Segorbe. Le sucedió su hijo:
- Carlos Ambrosio Gaetano Spínola de la Cerda (m. 18 de diciembre de 1757), V marqués de los Balbases,[5] V duque de Sesto,[12] caballero de la Orden del Toisón de Oro, embajador en Portugal, caballerizo mayor de la reina Isabel de Farnesio[5] y gentilhombre de cámara de Felipe V.

Se casó el 2 de febrero de 1717 con Ana Catalina de la Cueva y de la Cerda, hija de Francisco Fernández de la Cueva y de la Cueva, X marqués de Cuéllar, IV marqués de Cadreita, VI conde de la Torre, caballero de Santiago, y de Juana de la Cerda y Fernández de Córdoba. Le sucedió su hijo:
- Carlos Joaquín Spínola de la Cueva (m. 9 de mayo de 1798), VI marqués de los Balbases,[5] VI duque de Sesto,[14] VIII marqués de Cadreita, X conde de la Torre[14] y mariscal de campo.[5]

Contrajo matrimonio en 1737 con María Vittoria Colonna Salvati y en segundas nupcias se casó con María de Valcarcel y Córdoba. Le sucedió su sobrino, hijo de su hermana María Dominga Spínola y de la Cueva y de Manuel José Pérez Osorio y Velasco, XIV marqués de Alcañices, de quien fue su primera esposa.
- Manuel Pérez Osorio y Spínola (1715-29 de mayo de 1813), VII marqués de los Balbases,[5] VII duque de Sesto,[14] XV marqués de Alcañices,[15] X marqués de Montaos, X conde de Grajal, XII conde de Fuensaldaña, X conde de Villaumbrosa, VIII conde de Vilanueva de Cañedo, IX marqués de Cadreita, XI conde de la Torre, etc.[14]  Era hijo de Manuel Pérez Osorio y Velasco, XIV marqués de Alcañices, y de su esposa María Dominga Cayetana de Spínola y de la Cueva.[14][16]

Se casó en primeras nupcias el 7 de mayo de 1774 con María Joaquina de la Cerda (m. 12 de agosto de 1777). Contrajo un segundo matrimonio el 28 de febrero de 1786 con María Aldonza de las Mercedes de Zayas Manuel y Mendoza, III duquesa de Algete. Le sucedió su hijo del segundo matrimonio:
- Nicolás Pérez Osorio y Zayas (Madrid, 13 de febrero de 1799-Madrid, 31 de enero de 1866), VIII marqués de los Balbases,[5] VIII duque de Sesto,[18] XVI marqués de Alcañices,[15] XV duque de Alburquerque[19], IV duque de Algete,[20] VII conde de La Corzana,[21], XIV marqués de Cuéllar, X marqués de Cadreita, etc., mayordomo mayor del rey, caballero del Toisón de Oro y senador (1834-1866).[22][23][24]

Se casó el 13 de septiembre de 1882 con Inés Francisca de Silva y Téllez Girón.  Le sucedió su hijo:
- José Isidro Pérez Osorio y Silva Zayas y Téllez-Girón (Madrid, 4 de abril de 1825-Madrid, 30 de diciembre de 1909), IX marqués de los Balbases,[5] IX y último duque de Sesto,[26] XVII marqués de Alcañices,[15] XVI duque de Alburquerque,[27], V duque de Algete,[20] VIII conde de La Corzana,[21] marqués de Cuéllar, etc., mayordomo mayor, caballero del Toisón de Oro y senador.[28] Fue un político español que jugó un papel importante en la Restauración borbónica. Fue gobernador civil de la provincia de Madrid (1865-1866), gentilhombre con ejercicio, etc.[29]

Se casó con la princesa Sophie Sergeievna Troubetzkoy. Sin descendencia, le sucedió su sobrino nieto:
- Miguel Osorio y Martos (Madrid, 31 de julio de 1886-ibid., 3 de mayo de 1942),[30] X marqués de los Balbases[5] (decreto de convalidacion del 27 de mayo de 1952 y carta de sucesión del 23 de abril de 1954),[30] XVII duque de Alburquerque,[27] XVII conde de Ledesma,[30] XVII conde de Huelma,[30] XVIII marqués de Cuéllar,[30] XII marqués de Cadreita,[30] XIV conde de la Torre,[30] XVIII marqués de Alcañices,[30] XIII conde de Grajal,[30] XIII marqués de Montaos,[30] XV conde de Fuensaldaña,[30] VII marqués de Cullera, etc.

Se casó en Madrid el 29 de junio de 1914 con Inés Díez de Rivera y Figueroa.  Le sucedió su hijo:
- Beltrán Alfonso Osorio y Díez de Rivera (Madrid, 15 de diciembre de 1918-8 de febrero de 1994), XI marqués de los Balbases,[5] XVIII duque de Alburquerque,[27] etc.

Se casó en primeras nupcias el 2 de octubre de 1952 con María Teresa Bertrán de Lis y Pidal (m. 17 e diciembre de 1969) y en segundas el 23 de junio de 1974 con Cristina Malcampo y San Miguel, VII duquesa de San Lorenzo de Valhermoso (m. 18 de septiembre de 2004). Le sucedió su hermano por sentencia del 27 de noviembre de 1982:
- Miguel Osorio y Díez de Rivera (28 de agosto de 1924-15 de abril de 1997), XII marqués de los Balbases,[5] XII conde de la Corzana (decreto de rehabilitación del 10 de octubre de 1958),[30] y caballero de la Real Maestranza de Caballería de Sevilla.[30]

Contrajo matrimonio en marzo de 1969 con Gloria Nicolás-Correa Barragán. Le sucedió su hijo:
- Miguel Osorio y Nicolás-Correa, XIII y actual marqués de los Balbases.[5][30][32]